# Contea di Pinghe
La contea di Pinghe (平和县S, Pínghé XiànP) è una contea della Cina, situata nella provincia del Fujian.